# 江宁路 (上海)

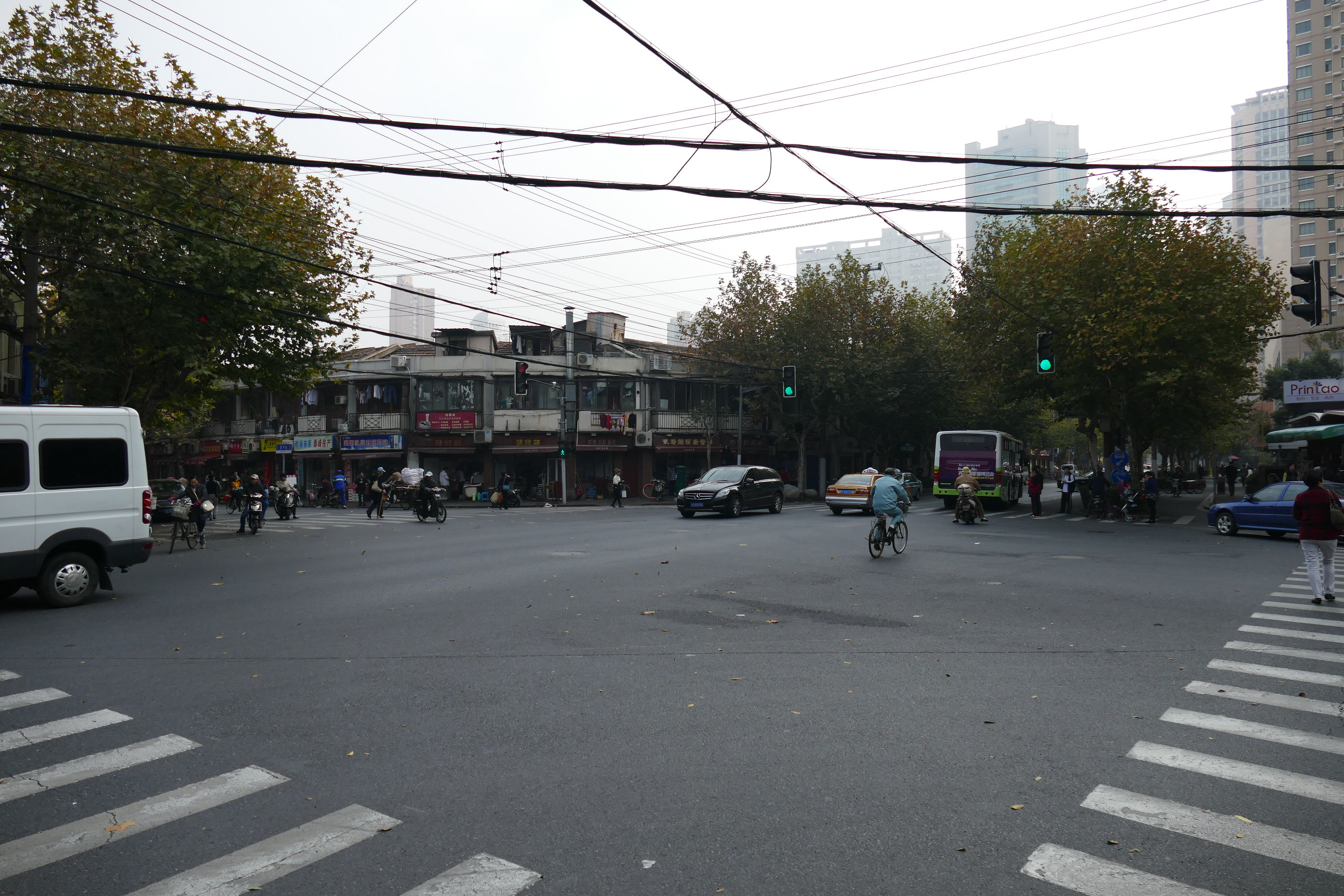

江宁路是中国上海市静安区和普陀区一条南北走向的街道，在租界时代名为戈登路（Gordon Road）。南起静安寺路，北至苏州河。全长2594米。

## 历史
直到19世纪末，此处仍是上海西郊的一片农田。1899年，上海公共租界大规模拓展时被划入界内，1900年，公共租界工部局修筑了这条马路，以英国洋枪队首领戈登名命名。建成以后，沿路形成住宅、工厂混合分布区。1943年，汪精卫政府接收上海公共租界，将其以江苏省江宁县改名为江宁路。

## 交汇道路
- 南京西路——静安寺路
- 奉贤路
- 北京西路——爱文义路
- 新闸路
- 武定路
- 康定路——康脑脱路
- 昌平路
- 淮安路
- 海防路
- 安远路——槟榔路
- 新会路——马白路
- 长寿路——劳勃生路
- 普陀路
- 澳门路
- 宜昌路

## 沿路近代建筑
- 66号  美琪大戏院
- 511号   戈登路巡捕房
- 槟榔路口  玉佛寺